# Hill (New Hampshire)
Pour les articles homonymes, voir Hill.
Hill est une municipalité américaine située dans le comté de Merrimack au New Hampshire. Selon le recensement de 2010, sa population est de 1 089 habitants.

## Géographie
La municipalité s'étend sur 26,94 milles carrés (69,77 km2), dont 0,27 milles carrés (0,7 km2) d'étendues d'eau.

## Histoire
La localité est fondée en 1753 sous le nom de New Chester par des colons originaires de Chester. Elle devient une municipalité en 1778. En 1837, New Chester est renommée en l'honneur du gouverneur Isaac Hill (en),.
Le village est déplacé dans les années 1940 pour créer le barrage de Franklin Falls.